# Pseudozarba semicolor
Pseudozarba semicolor är en fjärilsart som beskrevs av W. Warren 1913. Pseudozarba semicolor ingår i släktet Pseudozarba och familjen nattflyn. Inga underarter finns listade.